# Tout !

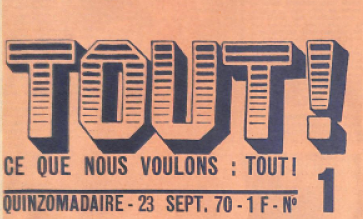
La manchette du n°1 de Tout ! publié par Vive la révolution.

Tout ! est un journal français d'extrême gauche publié en 1970-1971, proche du mouvement Vive la révolution (VLR), de tendance maoïste spontanéiste voire libertaire,. 

## Numéro 1
Le premier numéro est daté 23 septembre 1970 et fait 8 pages, la couverture est en bichromie, le reste du cahier en noir et blanc, et comprenant des caricatures, des reproductions photographiques.
- Sous-titre : « Ce que nous voulons : tout - Journal révolutionnaire  »
- Fréquence de parution : « quinzomadaire »
- Prix de vente : 1 franc

## Positionnement
Le positionnement politique, que l'on peut juger ambivalent ou riche, à mi-chemin entre l'approche assez dirigiste des groupes gauchistes de ce début des années 1970 et les mouvances dites underground, a fait de ce « quinzomadaire » — imprimé avec des à-plats d'encres de couleurs « psychédéliques » comme Actuel —, un cas unique dans la presse anti-commerciale de cette époque. Les références au mouvement des Black Panthers y sont nombreuses. 
Tiré à 50 000 exemplaires, le mensuel est en 1971 le plus lu et le plus diffusé en France parmi les revues d'extrême gauche. 
Jean-Paul Sartre est mentionné en dernière page comme étant le directeur de publication. À quelques exceptions près, aucun article n'est signé, sinon par des initiales ou des prénoms.

## Numéro 12
Le numéro 12 (23 avril 1971) est interdit à la vente. Il est accusé d'être « pornographique », ce qui vaut une inculpation d'outrage aux bonnes mœurs à Sartre. Élaboré avec l'aide du Front homosexuel d'action révolutionnaire (FHAR), il revendiquait le « droit à l'homosexualité et à toutes les sexualités » ainsi que le « droit des mineurs à la liberté du désir et à son accomplissement ».

## Numéro 16
Le dernier numéro sort en juillet 1971. Au total, on compte 17 livraisons, la dernière étant hors-série.